# Mega Man X: Legacy Collection
Mega Man X: Legacy Collection (Rockman X Anniversary Collection ロックマンX アニバーサリー コレクション) est une compilation des quatre premiers jeux d'action-plates-formes de la série Mega Man X en téléchargement sur Steam depuis juillet 2018. Cette compilation permet de joueur aux jeux en haute définition. Cette série est sortie en même temps que Mega Man X: Legacy Collection 2, qui regroupe les épisodes cinq à huit de la même série.

## Liste de jeux
- Mega Man X
- Mega Man X2
- Mega Man X3
- Mega Man X4